# Titus Wouda Kuipers
Titus Wouda Kuipers  (* 9. Oktober 1966) ist ein niederländischer Manager.

## Leben
Wouda Kuipers war von 2003 bis 2006 General Manager in den Niederlanden für die Imperial Tobacco Group PLC, des viertgrößten Tabakunternehmens der Welt. Von 2006 bis 2011 war er General Manager für Deutschland und die Schweiz der Reemtsma Cigarettenfabriken GmbH, Hamburg, der deutschen Tochter von Imperial Tobacco. Sein Nachfolger wurde Marcus T.R. Schmidt. Seit 2011 fungierte Wouda Kuipers bei Imperial Tobacco als Regional Director Western Europe, bevor er im April 2013 die Funktion des Divisional Director for Return Markets übernommen hat. Seit 2014 war er anschließend als Global Operations Director tätig und verließ das Unternehmen 2017. 
Mit Beginn seiner Tätigkeit in Deutschland im März 2006 wurde er auch Mitglied des Vorstandes des Verbandes der Cigarettenindustrie (VdC), der Interessenvertretung der sieben wichtigsten deutschen Zigarettenhersteller. Am 28. März 2007 wurde er zum Vorsitzenden des Verbandes gewählt. Nach Auflösung des VdC infolge des überraschenden Austritts seines wichtigsten Mitglieds, des Deutschland-Marktführers (37 % Marktanteil) Philip Morris am 29. Juli 2007  wurde auf seine Initiative von fünf der sechs verbliebenen VdC-Mitgliedsfirmen am 14. März 2008 der Deutsche Zigarettenverband (DZV) mit Sitz in Berlin ins Leben gerufen. Wouda Kuipers wurde dessen erster Vorsitzender und stand dem Verband turnusgemäß bis zum 31. August 2009 vor.

## Belege
1. ↑  Kalter Rauch - brand eins online. Abgerufen am 9. Mai 2022.
2. ↑  Pressemitteilung von Reemtsma vom 1. Mai 2011
3. ↑  Pressemitteilung von Philip Morris vom 15. Mai 2007
4. ↑  Pressemitteilung des DZV vom 14. März 2008 (Memento des Originals vom 27. Juni 2008 im Internet Archive)  Info: Der Archivlink wurde automatisch eingesetzt und noch nicht geprüft. Bitte prüfe Original- und Archivlink gemäß Anleitung und entferne dann diesen Hinweis.

| Personendaten    | Personendaten            |
| ---------------- | ------------------------ |
| NAME             | Wouda Kuipers, Titus     |
| KURZBESCHREIBUNG | niederländischer Manager |
| GEBURTSDATUM     | 9. Oktober 1966          |